# Hydaticus natalensis
Hydaticus natalensis är en skalbaggsart som beskrevs av Guignot 1951. Hydaticus natalensis ingår i släktet Hydaticus och familjen dykare. Inga underarter finns listade i Catalogue of Life.